# Teritoriile de Nord-Vest
Teritoriile de Nord-Vest (în engleză Northwest Territories și în franceză Territoires du Nord-Ouest) sunt un teritoriu al Canadei, situat la nord de Alberta și Saskatchewan și până în arhipelagul Arctic. Teritoriul a aderat la Confederație în data de 15 iulie 1870.
Capitala este Yellowknife.
Provincia se întinde pe o suprafață de 1.171.918 km² și are 42.944 locuitori, majoritatea Primele Națiuni și inuiți.
Zăcămintele de gaz metan și petrol din sudul teritoriului și din delta fluviului Mackenzie, precum și importante zăcăminte de diamante, aur, cadmiu, coroborate cu populația puțin numeroasă, asigură un venit substanțial locuitorilor (PIB: 94.953 $/locuitor, mai mare decât cel al Luxemburgului).
Benton Fraser, unul din personajele principale ale serialului de acțiune și de comedie canadian "Tandem de șoc" (Due South), a trăit și lucrat în zonă.